# Федірко Ніна Іванівна
Ні́на Іва́нівна Феді́рко (* 1937) — народна майстриня-вишивальниця, почесна громадянка Броварського району.

## Біографія
Народилась 3 травня 1937 року в с. Велика Димерка або с. Бобровиця.
Трудову діяльність розпочала у 1957 році вчителем молодших класів та вечірньої школи в смт Велика Димерка та керівником народної самодіяльності та художньої вишивки. Майстриня внесла вагомий вклад в розвиток образотворчого та декоративно-вжиткового мистецтва Броварського району. Використовує в роботі 180 різних технік вишивки. Заслужена майстриня народної творчості України.
За високі досягнення у роботі майстриня має звання відмінника народної освіти; старшого вчителя та вчителя-методиста, методист-кореспондент інституту удосконалення вчителів ім. Грінченка м. Києва.

## Нагороди
Вона нагороджена Орденом Почаївської Ікони Богородиці медаль «20 років Незалежності України», медаль «Патріот Київщини», медаль «Патріот України», медаль «За трудову доблесть», неодноразово відзначалася грамотами Міністерства та обласного відділу народної освіти, має Почесну відзнаку Броварської районної ради Знаком Пошани III ступеня та Знак Пошани II ступеня, нагороджена Почесними грамотами голови Броварської районної державної адміністрації.
Рішенням 28 чергової сесії Броварської районної ради від 12 вересня 2013 року за № 537, Ніні Іванівні присвоєно звання «Почесний громадянин Броварського району», вручено нагрудний знак встановленого зразка та диплом..
Білоцерківський Андрій Української Православної Церкви Київського Патріархату прибув 26 травня до Великої Димерки, на обійстя народної майстрині Ніни Федірко, з почесною місією.